# Тойне, Тина
Ти́на То́йне (нем. Tina Theune, 4 ноября 1955), до развода в 2008 году Тойне-Мейер (нем. Theune-Meyer) — немецкая футболистка и футбольный тренер. Возглавляла сборную Германии, привела команду к титулам чемпионов мира (2003) и чемпионов Европы (1997, 2001 и 2005), а также к третьей ступени пьедестала почёта на летних Олимпийских играх (2000, 2004).

## Ранние годы
Тина Тойне родилась в спортивной семье. Её отец занимался беговыми видами лёгкой атлетики, а мать — гандболом.

## Карьера
В 1974—1986 годах выступала за футбольный клуб «Грюн-Вайс Браувайлер», в котором позже стала играющим тренером. В 1985 году стала первой женщиной в Германии, получившей лицензию тренера.
В 1986 году Тойне вошла в тренерский штаб женской сборной Германии, став ассистентом тогдашнего главного тренера Геро Бизанца. Сборная в эти годы стала серебряным призёром чемпионата мира 1995 и трёхкратным чемпионом Европы (1989, 1991 и 1995). 1 августа 1996 года после Олимпийских игр в Атланте Тина Тойне занимает должность главного тренера вместо Бизанца, став первой женщиной «у руля» сборной Германии. При ней сборная добилась титулов чемпионов мира (2003) и чемпионов Европы (1997, 2001 и 2005), а также бронзовыми призёрами летних Олимпийских игр (2000, 2004).
После триумфального чемпионата Европы 2005 Тина Тойне-Мейер решила оставить пост главного тренера своей ассистентке — Сильвие Найд.

## Достижения

### Тренерские
- Чемпионат мира: победитель (1) 2003
- Чемпионат Европы: победитель (3) 1997, 2001, 2005
- Олимпийские игры: бронзовый призёр (2) 2000, 2004